# Danila Komjanc
Danila Komjanc, slovenska slikarka in ilustratorka. * 4. november 1963, Gorica. 

## Življenje in delo
Rodila se je v družini obrtnika Franca in gospodinje Marije Komjanc, rojene Hvala. Po maturi 1981 na goriškem učiteljišču je v letih 1982−1985 obiskovala teološko pastoralni tečaj v Novi Gorici in v letih 1982−1992 poučevala verouk na osnovni šoli v Gorici, ter bila po letu 1992 na isti šoli razredna učiteljica. Prve ilustracije je imela leta 1982 v mladinski reviji Pastirček, po letu 1985 pa je ilustrirala knjige: Goriški sprehodi (Mariza Perat,  1985), Pavljice (Tončka Curk, 1986), Zajček Uhaček se ne boji (COBISS) in druge. Svojo prvo razstavo slik je imela 15. marca 1989 v goriški Katoliški knjigarni, decembra 1989 pa je sodelovala na skupinski razstavi »I Mostra regionale dell'illustrazione per I'infazia« v Trstu.